# 2009年中国中央电视台春节联欢晚会
2009年中国中央电视台春节联欢晚会、央视牛年春晚、已丑年春晚是中国中央电视台（CCTV）于2009年1月25日（农历戊子十二月三十除夕）为庆祝牛年新年举办的综艺性文艺晚会，于当晚20:00播出。此次春晚总导演为郎昆，司仪由白岩松、朱军、周涛、董卿、张泽群、朱迅共同担任。

## 节目单
| 序号 | 类型                       | 节目名                                                                                                  | 表演者 |
| ---- | -------------------------- | --- | --- |
| 0    | 开头报时（由美的集团赞助） | 美的集团邀您共赏春节联欢晚会.喜悦美的新一年                                                             | 美的集团邀您共赏春节联欢晚会.喜悦美的新一年                                                                           |
| 1    | 舞蹈                       | 《中华大联欢》                                                                                          | 吉林市歌舞团、珠海華發藝術團、珠海汉胜艺术团、海南三亚警官艺术团、南京歌舞团、河南登封少林塔沟武术学校                |
| 2    | 民俗歌舞                   | 《春节好》                                                                                              | 解小东、孙悦、吕薇、林依轮                                                                                            |
| 3    | 相声                       | 《我有点晕》                                                                                            | 姜昆、戴志诚 |
| 4    | 多媒体舞蹈                 | 《城市变奏曲》                                                                                          | 张荪、吉林市歌舞团、天津歌舞剧院芭蕾舞团、舞++舞、DRAGON TSTYLE                                                       |
| 5    | 群口相声                   | 《团团圆圆》                                                                                            | 李伟健（香港）、武宾（内地），樊光耀（台灣）、朱德刚（台湾）、董卿                                                    |
| 6    | 人偶歌舞                   | 《森林舞会》                                                                                            | 黄圣依 |
| 7    | 歌曲                       | 《本草纲目》/《辣妹子》                                                                                 | 周杰伦（台灣）、宋祖英                                                                                                |
| 8    | 歌舞                       | 《送你一朵东方茉莉》                                                                                    | 宋祖英 |
| 9    | 小品                       | 《吉祥三宝》                                                                                            | 孙涛、邵峰、徐囡楠 |
| 10   | 舞蹈                       | 《蝶恋花》                                                                                              | 孙锐、天津歌舞剧院芭蕾舞团、南京歌舞团、珠海华发艺术团                                                                |
| 11   | 群口相声                   | 《五官新说》                                                                                            | 刘伟、郑健、马东、大山、周炜                                                                                          |
| 12   | 武术                       | 《功夫世家》                                                                                            | 陈国坤、河南登峰少林塔沟武术学校                                                                                      |
| 13   | 抗震救灾歌舞               | 《天地吉祥》                                                                                            | 四川民族歌舞团 |
| 14   | 联唱                       | 《超越梦想》                                                                                            | 吕继宏、王宏伟、马广福、刘仁喜                                                                                        |
| 15   | 小品                       | 《黄豆黄》                                                                                              | 黄宏、巩汉林 |
| 16   | 歌舞                       | 《站起来》                                                                                              | 成龙（香港）、陈奕迅（香港）、容祖儿（香港）、谭晶                                                                    |
| 17   | 小品                       | 《水下除夕夜》                                                                                          | 尚大庆、范雷、杨大鹏、王红波、金洋、胡洋、侯世甲                                                                      |
| 18   | 歌曲                       | 《天之大》                                                                                              | 毛阿敏 |
| 19   | 小品                       | 《北京欢迎你》                                                                                          | 郭达、蔡明 |
| 20   | 奥运板块                   | 奥运板块                                                                                                | |
| 21   | 歌舞                       | 《祖国颂》                                                                                              | 张也 |
| 22   | 现场采访                   | 现场采访                                                                                                | 全国道德模范（四名）                                                                                                  |
| 23   | 歌舞                       | 《大河之舞》片段                                                                                        | 爱尔兰踢踏舞团 |
| 24   | 小品                       | 《暖冬》                                                                                                | 冯巩、金玉婷 |
| 25   | 杂技                       | 《抖杠》                                                                                                | 上海杂技团 |
| 26   | 魔术                       | 《魔手神彩》                                                                                            | 刘谦（台灣） |
| 27   | 民俗舞蹈                   | 《山乡春来早》                                                                                          | 土苗兄妹组合、毕卡兹组合                                                                                              |
| 28   | 小品                       | 《不差钱》                                                                                              | 赵本山、毕福剑、小沈阳                                                                                                |
| 29   | 歌曲                       | 《爱的天空》 《山河听我说》 《感谢亲人》 《满园春》                                                     | 汤灿、蔡国庆 祖海、佟铁鑫 陈思思、刘和刚 张燕、蒋大为                                                                 |
| 30   |                            | 航天英雄板块                                                                                            | |
| 31   | 零点压轴歌舞               | 《神州共举杯》                                                                                          | 戴玉强 |
| 32   | 零点钟声（由美的集团赞助） | 美的集团向全球的华人拜年了（表盘显示：美的集团恭祝全球华人新春快乐）                                    | 美的集团向全球的华人拜年了（表盘显示：美的集团恭祝全球华人新春快乐）                                                  |
| 33   | 舞蹈                       | 《圆·中华大团圆》                                                                                       | 王亚彬、吉林市歌舞团                                                                                                  |
| 34   | 歌曲                       | 《中国之最》                                                                                            | 斯琴格日乐、徐子崴、廖昌永、冯瑞丽                                                                                    |
| 35   | 戏曲                       | 《锦绣梨园》                                                                                            | 袁慧琴、孟广禄、肖雅、周媛媛、张辉、李树建、李胜素、丁晓君、张馨月、于魁智、马力、韩胜存                              |
| 36   | 歌曲串烧                   | 《真心英雄》 《亲亲我的宝贝》 《童年》 《爱的初体验》 《出发》                                          | 李宗盛（台灣）、周华健（台灣）、罗大佑（台灣）、张震嶽（台灣原住民）                                                  |
| 37   | 歌曲                       | 《谁不说俺家乡好》 《长江之歌》 《东方之珠》 《年轻的朋友来相会》 《滚滚长江东似水》 《在希望的田野上》 | 梦鸽、姚贝娜、严当当、王庆爽 霍勇、王红星、胡雁、钟丽燕 曹芙嘉、师鹏 魏金栋、王菲菲、廖忠、禇海晨 杨洪基、张海庆 高音 |
| 38   | 结尾歌舞/结束曲/片尾曲     | 《难忘今宵》（最后一曲）                                                                                | 刘斌、雷佳、吴娜、王丽达、李辉（结尾合唱）                                                                            |

## 零点钟声时台词
（朱军）亲爱的朋友们、在欢声笑语中，零点的钟声馬上就要敲响了。来我们一起，倒计时！
全体合：美的集团向全球的华人拜年了（10——9——8——7——6）——5——4——3——2——1——（表盘显示：美的集团恭祝全球华人新春快乐）新年好

## 影响
- 本届春晚中，朱迅为首次担任春晚的主持人，此后朱迅一直主持春晚至2019年（2012-2014年除外），此后在2010-2011年、2015-2019年主持春晚。
- 通过在春晚舞台上的表演，刘谦和小沈阳迅速走红，人气大涨。
- 本次春晚借鉴了奥运会开闭幕式的许多影像技术，在视觉元素方面取得了很大的突破，并以英语、法语和西班牙语向世界传播。[1]
- 唱响了汶川大地震灾后重建的主旋律，连线了地震灾区重建现场，并邀请了受灾群众代表到晚会现场与观众交流。
- 董卿在报幕相声《五官新说》的时候，将马季的儿子“马东”误说为“马季”，“马季的儿子是马季”随即成为当晚最流行的一句MSN签名。[2]
- 小品《我有点晕》其中提到的“不拿现金，直接刷招行卡”、“上网搜i一下就什么都知道了”，有“植入广告”之嫌。[2]
- 周杰伦与宋祖英的“英伦组合”被网友认为形式大于内容，实际上两人并没有真正的合唱。但也挺有意思，两个人站在一起周杰伦就像是给宋祖英暖场兼任伴舞的。[2]
- 赵本山在小品《不差钱》中的表演虽然漫不经心，但仍被认为是当晚最好的一个语言类节目。
- 黄圣依领衔独唱歌舞音乐剧《森林舞会》被观众质疑其唱跳能力。[3]
- 春晚和元宵两台晚会，央视广告收入6个亿，得奖的演员及团体可以拿到奖金，一等奖奖金10万，二等奖奖金8万，三等奖奖金5万。
- 这一届春晚是中央人民广播电台中国之声第一次全程转播[4]，以往中央人民广播电台中国之声在除夕夜会播出央广自制的春节特别节目，但在此后的8届春晚里，中国之声再无全程转播。
- 在香港，亚洲电视本港台在当天使用中国中央电视台中文国际频道的信号同步转播了本届春晚，此为自央视春晚开播以来香港地区首次有本地免费电视台在其自办频道转播该节目，但因中国大陆与香港两地之间的文化差异（参见中港矛盾条目）而导致这次节目安排在香港引发部分网友的恶评[5]。故在这次以后直至2020年，香港的本地免费电视台不在自办频道安排转播央视春晚。

## 收视率
整体收视率34.82%，东北三省收视更高，辽宁收视率最高达88.9%，接下来依次是北京、河北、天津等地区，而在南方广东、广西、海南等地区，央视春晚的收视率并不高。从单个节目的收视率来看，20点45分亮相的周杰伦和宋祖英合唱《本草纲目》。周杰伦先出场时收视率达到36%，而宋祖英出现，然后与周杰伦携手那一刻，收视率达到了当晚最高39%，这个五分钟的节目平均收视率在38%左右。赵本山、小沈阳的小品《不差钱》，收视率维持在35%-37%之间，平均收视36%。

## 花絮
- 六位主持人的华丽服装也给人留下了深刻的印象，朱军表示服装和配饰都是特别大的一笔开销，全由个人工资里支出。[2]
- 春晚的排查现场共出现13只警犬，有德国黑背、拉布拉多犬、英卡等。[2]